# Rock średniowieczny

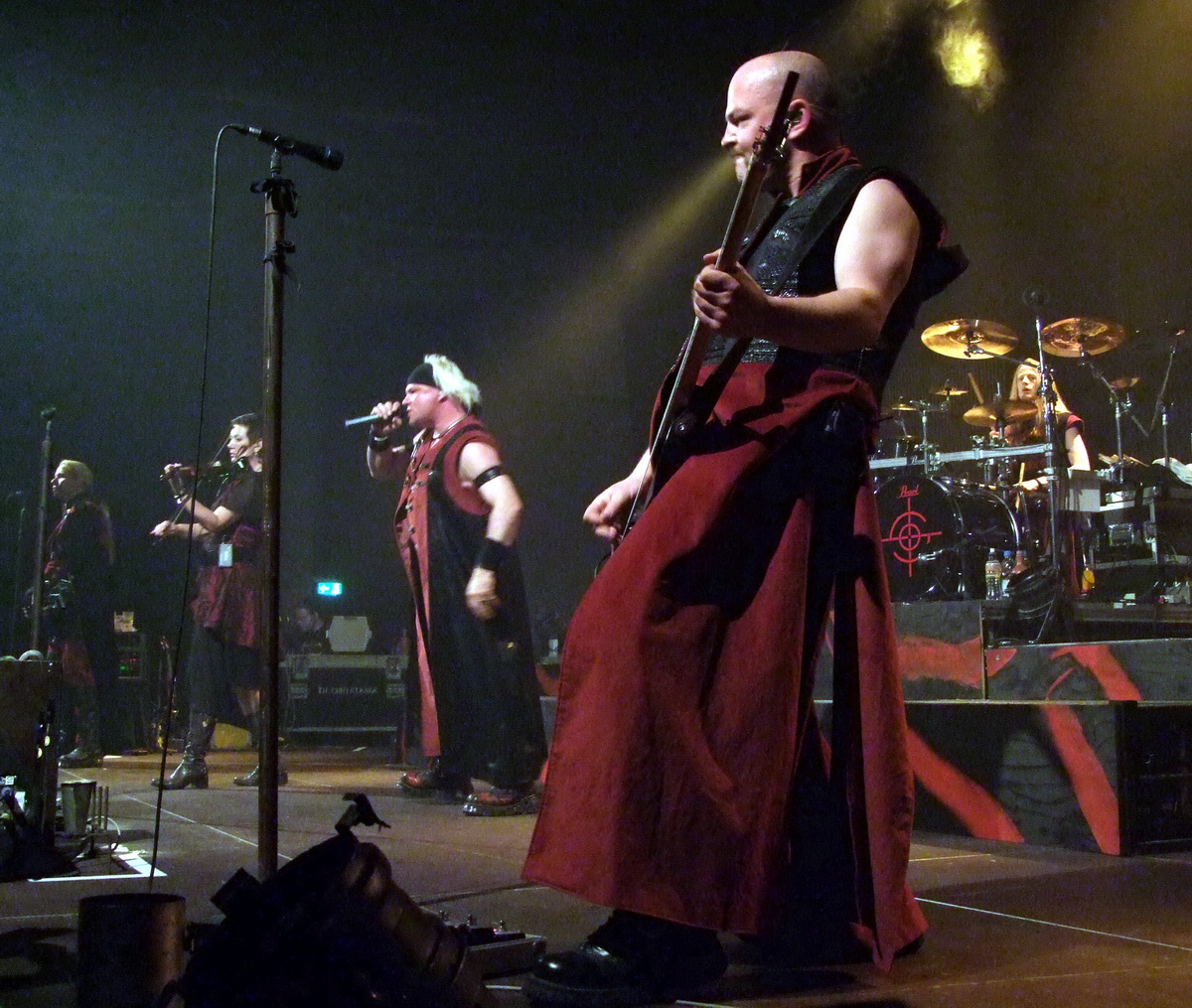
Subway to Sally, jeden z prekursorów gatunku, w Bielefeld w 2009 roku w czasie Kreuzfeuer Tour 2009

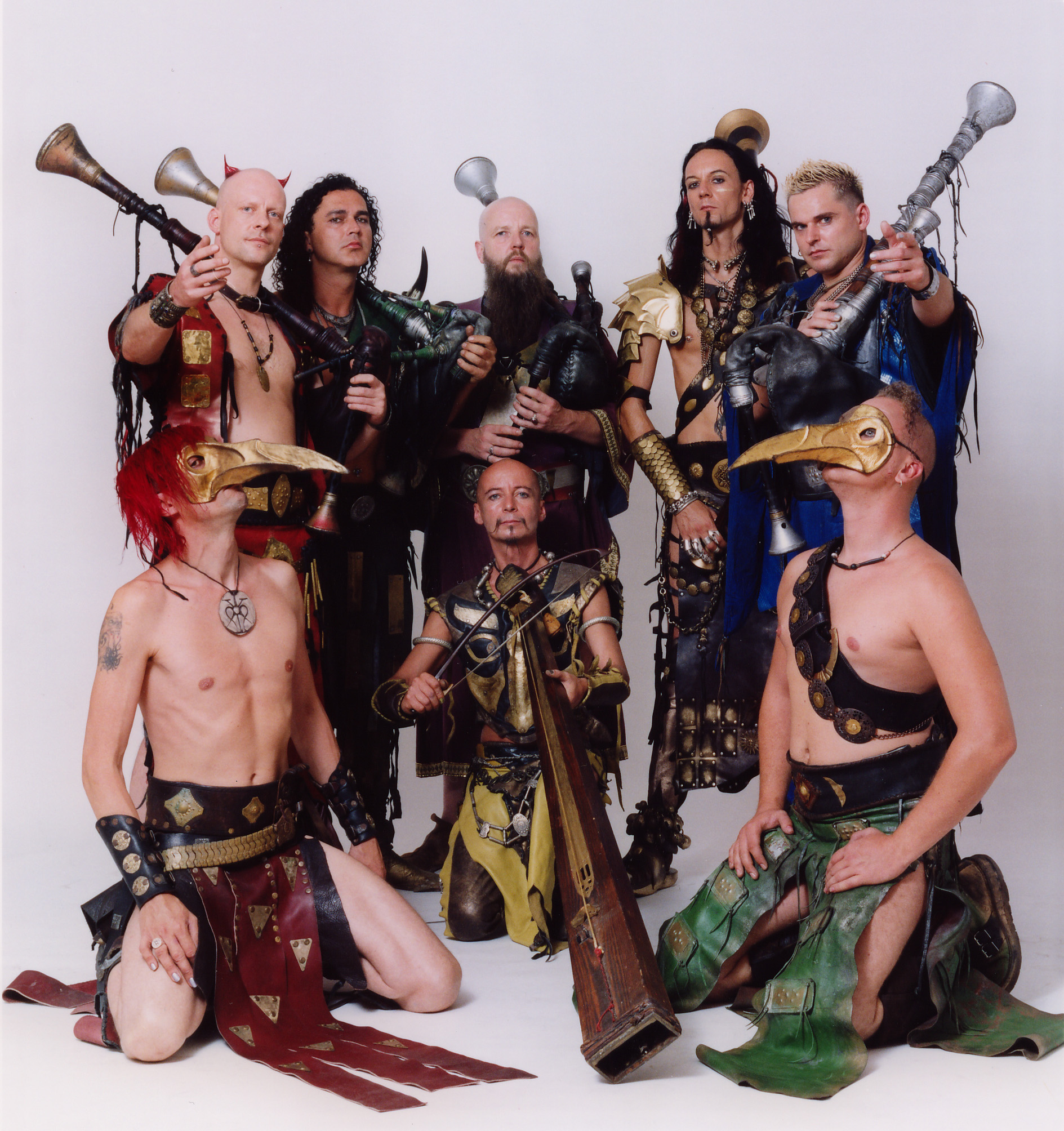
Corvus Corax, jeden z prekursorów gatunku

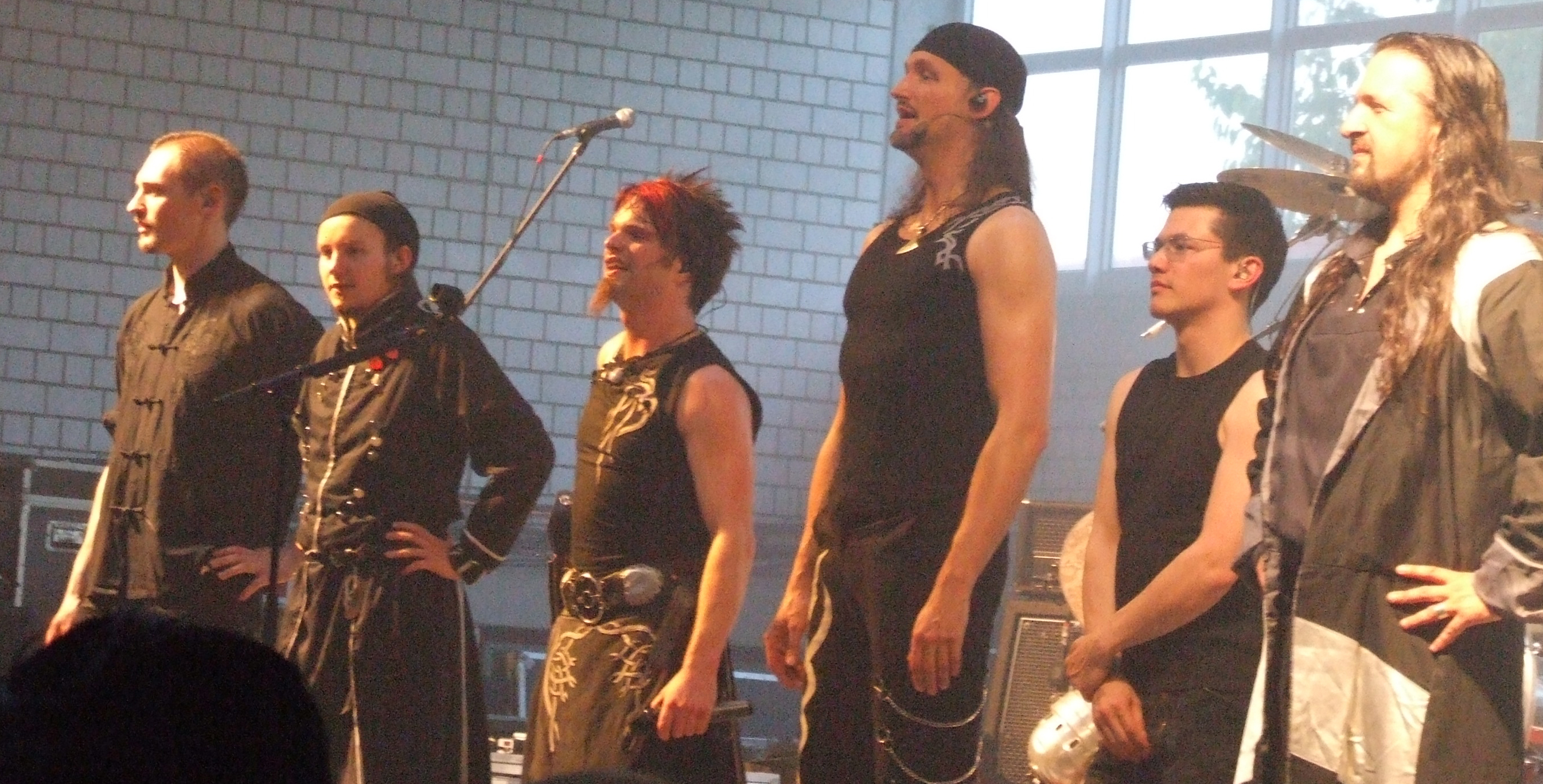
Saltatio Mortis, niemiecki zespół wykonujący rock średniowieczny

Rock średniowieczny (niem. Mittelalter-Rock) – gatunek muzyczny powiązany z muzyką neośredniowieczną. Jego charakterystyczną cechą jest połączenie wpływów muzyki współczesnej (rockowej, heavymetalowej, elektronicznej) z muzyką i poezją średniowieczną oraz wykorzystanie instrumentów typowych dla muzyki rockowej (gitara elektryczna, basowa, perkusja) z dawnymi lub inspirowanymi historią (dudy, lutnia, harfa, lira korbowa, szałamaja czy flet prosty).
Rock średniowieczny powstał w latach 90. XX wieku w Niemczech. Jego prekursorami są Subway to Sally, In Extremo i Schandmaul.
Gatunek ten bywa mylnie kojarzony z rockiem gotyckim. Korzenie rocka średniowiecznego leżą jednak w muzyce neośredniowiecznej, folkowej, folk rocku, hard rocku i heavy metalu.

## Charakterystyka
Większość zespołów grających rock średniowieczny powstała z połączenia grup rockowych z wykonującymi muzyką średniowieczną. W związku z mnogością używanych instrumentów zespoły często składają się z sześciu – ośmiu osób, np. In Extremo, Subway to Sally, Letzte Instanz, Saltatio Mortis, Corvus Corax. Duże urozmaicenie instrumentalne oraz gra jednej osoby na kilku instrumentach podczas wykonywania jednego utworu są również typowe dla tego gatunku muzyki.
Teksty piosenek często tworzone są w języku niemieckim (Subway to Sally, Morgenstern czy Letzte Instanz). Wiąże się to z tym, że rock średniowieczny jest fenomenem typowo niemieckim. Oprócz języka niemieckiego wykorzystywane są także teksty w językach używanych w średniowieczu: starofrancuskim, oksytańskim czy łacińskim.

## Historia

### Prekursorzy
W 1991 zespołowi The Inchtabokatables zaczęto przypisywać średniowieczne cechy, choć jego pierwszy neośredniowieczny utwór, powiązany z „Palästinalied” Walthera von der Vogelweide został wydany trzy lata później.
Niemiecka grupa folk rockowa Subway to Sally, uformowana w 1992 roku, śpiewała początkowo w języku angielskim i czerpała z muzyki szkockiej oraz irlandzkiej. Wraz z drugim albumem MCMXCV wydanym w 1995 roku, ich muzyka nabrała bardziej tradycyjnego wydźwięku: zespół dodał do swoich piosenek elementy średniowieczne, takie jak gra na dudach, lirze korbowej, lutni, szałamai, mandolinie, skrzypcach ludowych, flecie. Zrezygnował z tekstów w języku angielskim na rzecz dzieł François Villona i niemieckiej poezji romantyczno-symbolicznej. Odnosząc sukces w ojczystych Niemczech zapoczątkował gatunek rocka średniowiecznego.
W roku 1994 w Berlinie został zorganizowany koncert, który promował współpracę między rockowym zespołem Noah i członkami neośredniowiecznej grupy Corvus Corax. W efekcie grupa Noah przekształciła się wkrótce w In Extremo. Wydali dwa akustyczne albumy, a następnie opublikowali w 1998 roku metalowy album Weckt die Toten!.
Średniowieczny styl ubioru scenicznego oraz stosowanie charakterystycznych, często własnoręcznie wykonanych instrumentów muzycznych, m.in. dud szkockich, przyczyniły się do odniesienia sukcesu w Niemczech.
Grupa Corvus Corax w 1996 roku wydała EP o nazwie Tanzwut, łączącą styl heavy metalu i gry na dudach. Od tego czasu grupa rozwijała rock średniowieczny w pobocznym projekcie pod nazwą Tanzwut. Debiutancki album Tanzwut wywołał mieszane uczucia fanów Corvus Corax. Jego styl był mieszanką nie tylko muzyki neośredniowiecznej i heavy metalu, ale również industrialu i elektroniki.
W roku 1999 zadebiutowała niemiecka grupa Schandmaul, która określała się jako „współczesnych minstrelów”: używali dud, katarynki, szałamai, skrzypiec i mandoliny. Podobnie jak In Extremo czy Subway to Sally, grupa odniosła w Niemczech sukces.
Pod koniec lat 90. XX wieku i na początku XXI wieku powstały kolejne zespoły grające rock średniowieczny, zaliczane do jednych z największych przedstawicieli tego gatunku: Letzte Instanz, Morgenstern czy Schattentantz.

### Rozwój stylu
W 1997 grupa In Extremo jako jeden z nowocześniejszych projektów wykreowała wraz ze śpiewanym w języku oksytańskim Ai Vis Lo Lop (oks. Widziałem wilka) styl, w którym została zachowana równowaga między elementami średniowiecznymi i rockowymi. Mniej więcej w tym samym czasie swoją działalność w tym gatunku rozpoczęła grupa Corvus Corax, która użyła „starannie wyszukanych i zrekonstruowanych instrumentów epoki średniowiecznej”.
Z czasem zaczęło pojawiać się coraz więcej grup, które łączyły muzykę średniowieczną z rockiem lub metalem. Niektóre z nich określały to jako tymczasowy projekt funkcjonujący osobno, ale niebędący głównym przedsięwzięciem, inne wraz z biegiem czasu zmieniły swój styl na rock średniowieczny (Saltatio Mortis).
Zespoły rocka średniowiecznego znane są z uzupełniania swego brzmienia szerokim wachlarzem folkowych i tradycyjnych instrumentów: dętych drewnianych, takich jak dudy, flety i szałamaje (Corvus Corax, Tanzwut, In Extremo, Schandmaul, Morgenstern, Schattentantz i Subway to Sally), bądź szarpanych, takich jak skrzypce, lutnia, hurdy gurdy, wiolonczela, harfa czy mandolina (In Extremo, Schandmaul, Morgernstern, Schattentantz).